# Balderstone (Lancashire)
Balderstone – wieś w Anglii, w hrabstwie Lancashire, w dystrykcie Ribble Valley. Leży 42 km na północny zachód od miasta Manchester i 302 km na północny zachód od Londynu. Miejscowość liczy 379 mieszkańców.